# 碧南市

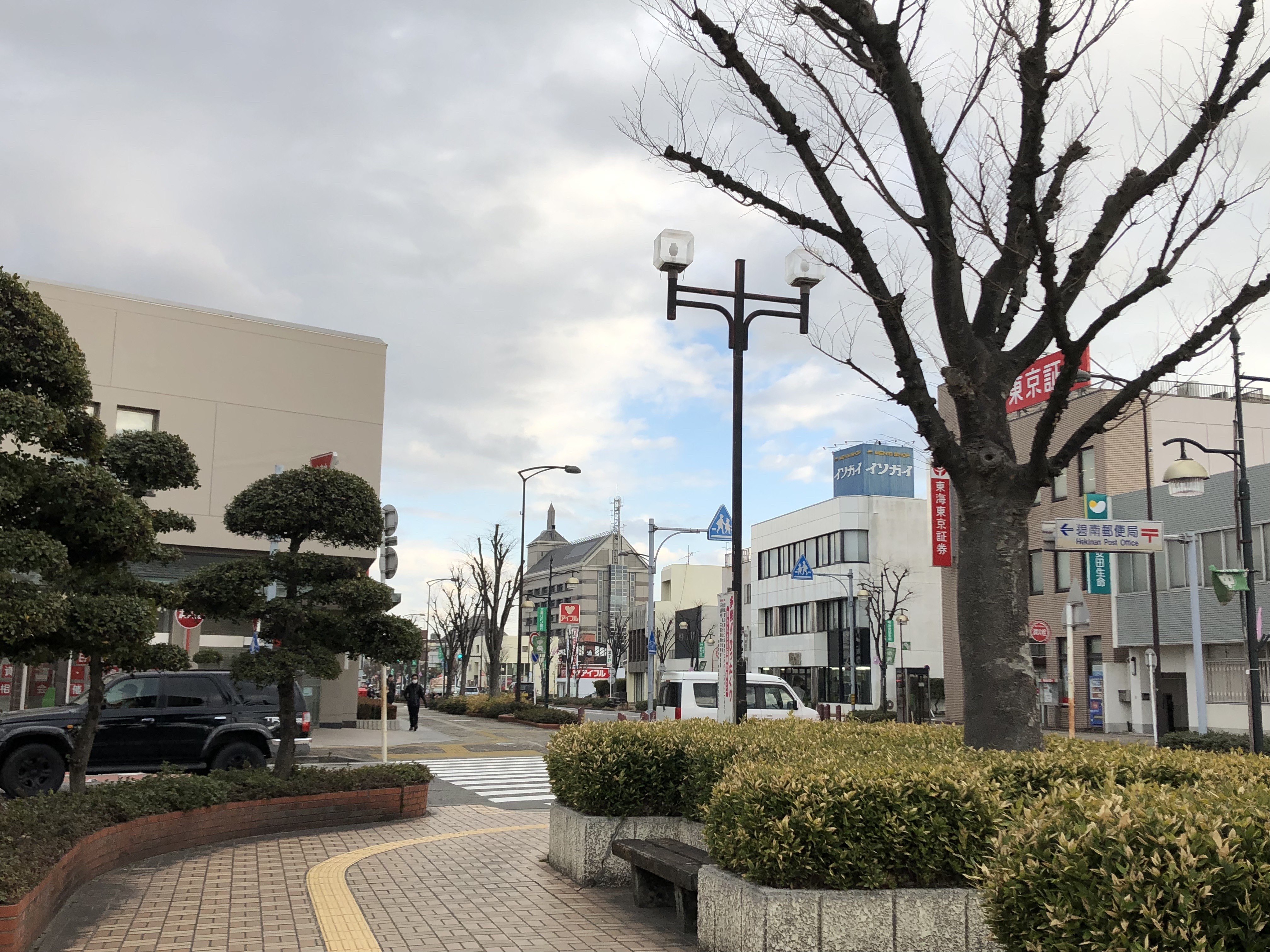
碧南市中心市街地

碧南市（へきなんし）は、愛知県の三河地方（西三河）に位置する市。

## 概要
碧海郡の南部にあったことが名称の由来である。古くは大浜郷と呼ばれ、海上交通の要衝として栄えた。経済の発展により、大正に入ると三河鉄道（現在の名鉄三河線）が大浜まで開通した。戦後復興が進む1948年（昭和23年）に3町1村が合併し、碧海郡域で初、西三河では岡崎市に次いで市制施行を果たした。現代では名古屋都市圏に属している。
かつては兵庫県の須磨海岸と比せられた砂浜海岸は、高度経済成長期に工業地帯へと変貌し、平成に入り中部電力の碧南火力発電所を誘致することで経済的な発展に成功している。衣浦臨海工業地域の中核都市であり、臨海部には農地・工業用地・港湾がある。

## 地理

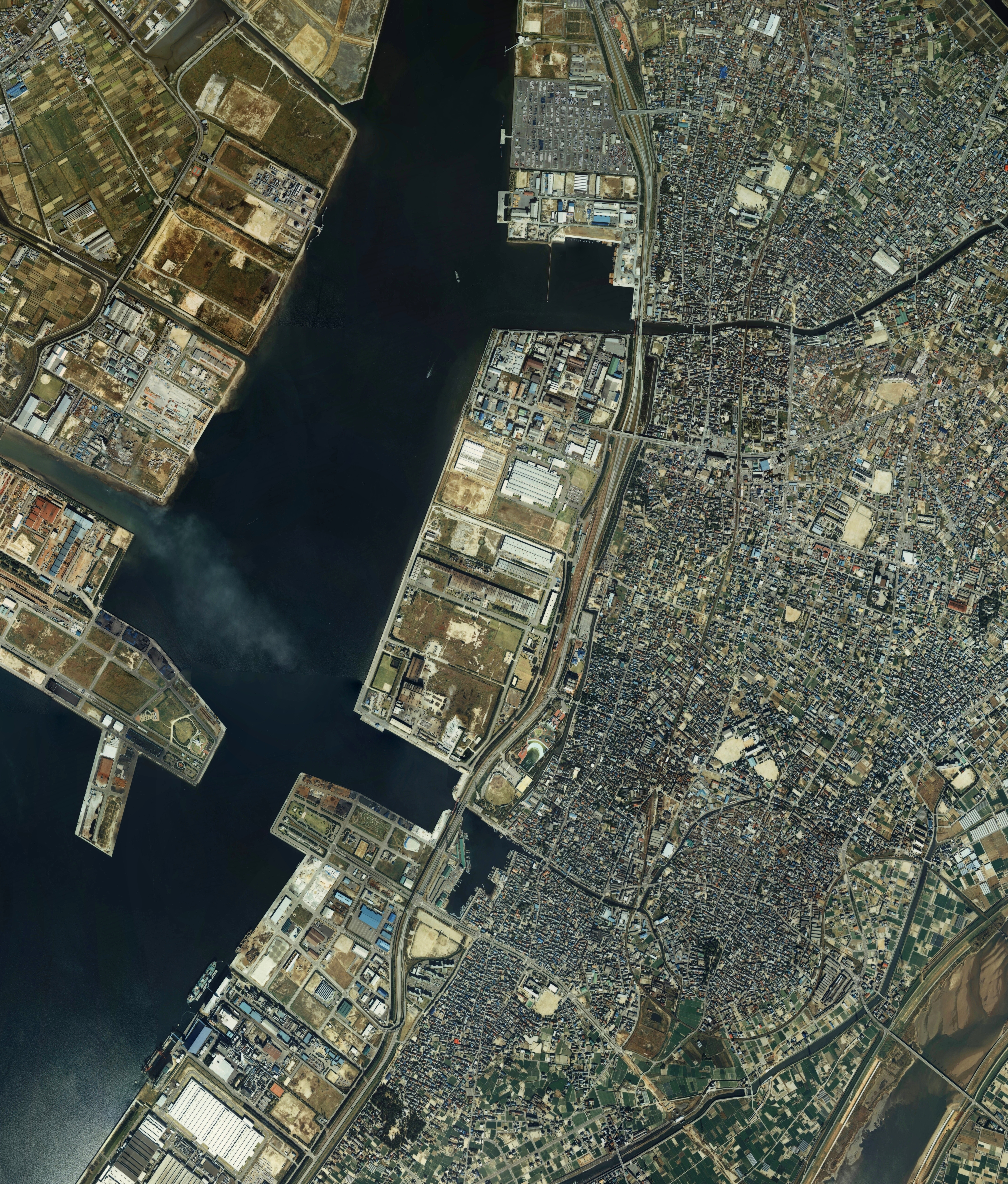
碧南市中心部周辺の空中写真。市街地の西に衣浦港。画像右下部に矢作川。
1987年撮影の12枚を合成作成。。

矢作川河口に位置し、碧南市役所の標高は6.9メートルである。碧海台地と矢作川沖積地の平坦地からなり、北は油ヶ淵、東は矢作川、西と南は衣浦湾と、水域に囲まれた位置にある。

### 地形

#### 河川
主な川
- 矢作川

#### 湖沼
主な湖
- 油ヶ淵

#### 海岸
港湾
- 三河湾
  - 知多湾
  - 衣浦湾

### 人口
約7.25万人（2021年現在）
| |                                        |  |
| 碧南市と全国の年齢別人口分布（2005年） | 碧南市の年齢・男女別人口分布（2005年） |  |
| ■紫色 ― 碧南市 ■緑色 ― 日本全国 | ■青色 ― 男性 ■赤色 ― 女性              |  |
| 碧南市（に相当する地域）の人口の推移 \| 1970年（昭和45年） \| 56,933人 \| \| \| 1975年（昭和50年） \| 60,680人 \| \| \| 1980年（昭和55年） \| 62,021人 \| \| \| 1985年（昭和60年） \| 63,778人 \| \| \| 1990年（平成2年） \| 65,899人 \| \| \| 1995年（平成7年） \| 66,956人 \| \| \| 2000年（平成12年） \| 67,814人 \| \| \| 2005年（平成17年） \| 71,408人 \| \| \| 2010年（平成22年） \| 72,018人 \| \| \| 2015年（平成27年） \| 71,346人 \| \| \| 2020年（令和2年） \| 72,458人 \| \| |                                        |  |
| 総務省統計局 国勢調査より |                                        |  |
| 1970年（昭和45年） | 56,933人                               |  |
| 1975年（昭和50年） | 60,680人                               |  |
| 1980年（昭和55年） | 62,021人                               |  |
| 1985年（昭和60年） | 63,778人                               |  |
| 1990年（平成2年） | 65,899人                               |  |
| 1995年（平成7年） | 66,956人                               |  |
| 2000年（平成12年） | 67,814人                               |  |
| 2005年（平成17年） | 71,408人                               |  |
| 2010年（平成22年） | 72,018人                               |  |
| 2015年（平成27年） | 71,346人                               |  |
| 2020年（令和2年） | 72,458人                               |  |

### 隣接する自治体
愛知県
- 安城市
- 高浜市
- 西尾市

（衣浦湾を挟んで）
- 半田市
- 知多郡武豊町

## 歴史

### 市制施行前
古くは、西は遠浅の海で大きな砂浜（大浜）が広がり、南は権現崎を先端としてとがったような形をしていた。東は海で入り江（東浦）を形成していた。矢作川は現在の流路を取らず、油ヶ淵は最も大きな入り江（北浦）となっていた。『和名抄』の大浜郷はこの地を指すとされる。大浜郷は幡豆郡に属していたが、戦国期以降に碧海郡に入った。
大浜港（大浜湊）は古くから栄え、江戸時代には沼津藩の陣屋も置かれていた。鷲塚も港町であり、江戸時代初期に矢作川が流入するようになると、運ばれてきた砂により浅瀬となり、新田開発によって伏見屋新田および前浜新田が形成された。
廃藩置県以前、大浜村、棚尾村、平七村、鷲塚村は沼津藩（5万石）（江戸開城後は菊間藩に転封）の領地であり、西端村は西端藩（1万石）の領地、前浜新田は天領であった。
- 1605年（慶長10年） 米津の開削により矢作川が現在の流路に変わる。
- 1803年（享和3年） 6月7日（旧暦4月18日）　伊能忠敬らの測量隊が鷲塚村・棚尾村などを測量し、大浜村に滞在する。
- 1871年（明治4年） 鷲塚で神仏分離政策に反対する騒動（大浜騒動）が起こる。

### 市制施行後
- 1948年（昭和23年） 4月5日、碧海郡大浜町、新川町、棚尾町、旭村が合併し碧南市として市制施行。
- 1955年（昭和30年） 4月1日、西端地区（碧海郡明治村大字西端）を編入合併する。
- 1959年（昭和34年） 9月26日、伊勢湾台風により甚大な被害を受ける。
- 昭和40年代に衣浦湾（衣浦港）に面した地域を埋め立てて、工業地域を造成する。
- 1988年（昭和63年） 5月23日、碧南市民病院が開院する。
- 1991年（平成3年） 碧南火力発電所が完成する。

| 郡       | 明治22年以前 | 明治22年以前 | 明治22年10月1日 | 明治23年 - 明治45年              | 明治23年 - 明治45年                | 大正1年 - 大正15年         | 昭和1年 - 昭和64年               | 昭和1年 - 昭和64年               | 平成1年 - 現在 |
| -------- | ------------ | ------------ | --------------- | -------------------------------- | ---------------------------------- | -------------------------- | -------------------------------- | -------------------------------- | -------------- |
| 碧 海 郡 | 大浜村       | 大浜村       | 大浜町          | 大浜町                           | 大浜町                             | 大浜町                     | 昭和23年4月5日 合併・市制 碧南市 | 昭和23年4月5日 合併・市制 碧南市 | 碧南市         |
| 碧 海 郡 | 北大浜村     | 北大浜村     | 北大浜村        | 明治24年8月8日 町制・改称 新川町 | 明治24年8月8日 町制・改称 新川町   | 新川町                     | 昭和23年4月5日 合併・市制 碧南市 | 昭和23年4月5日 合併・市制 碧南市 | 碧南市         |
| 碧 海 郡 | 北棚尾村     |              | 北大浜村        | 明治24年8月8日 町制・改称 新川町 | 明治24年8月8日 町制・改称 新川町   | 新川町                     | 昭和23年4月5日 合併・市制 碧南市 | 昭和23年4月5日 合併・市制 碧南市 | 碧南市         |
| 碧 海 郡 | 棚尾村       | 棚尾村       | 棚尾村          | 棚尾村                           | 棚尾村                             | 大正13年1月1日 町制 棚尾町 | 昭和23年4月5日 合併・市制 碧南市 | 昭和23年4月5日 合併・市制 碧南市 | 碧南市         |
| 碧 海 郡 | 鷲塚村       | 鷲塚村       | 鷲塚村          | 鷲塚村                           | 明治39年5月1日 合併 旭村           | 旭村                       | 昭和23年4月5日 合併・市制 碧南市 | 昭和23年4月5日 合併・市制 碧南市 | 碧南市         |
| 碧 海 郡 | 平七村       | 平七村       | 志貴崎村        | 志貴崎村                         | 明治39年5月1日 合併 旭村           | 旭村                       | 昭和23年4月5日 合併・市制 碧南市 | 昭和23年4月5日 合併・市制 碧南市 | 碧南市         |
| 碧 海 郡 | 前浜新田     |              | 志貴崎村        | 志貴崎村                         | 明治39年5月1日 合併 旭村           | 旭村                       | 昭和23年4月5日 合併・市制 碧南市 | 昭和23年4月5日 合併・市制 碧南市 | 碧南市         |
| 碧 海 郡 | 伏見屋外新田 |              | 志貴崎村        | 志貴崎村                         | 明治39年5月1日 合併 旭村           | 旭村                       | 昭和23年4月5日 合併・市制 碧南市 | 昭和23年4月5日 合併・市制 碧南市 | 碧南市         |
| 碧 海 郡 | 伏見屋新田   | 伏見屋新田   | 志貴崎村        | 明治25年8月1日 分立 伏見屋村     | 明治39年5月1日 合併 旭村           | 旭村                       | 昭和23年4月5日 合併・市制 碧南市 | 昭和23年4月5日 合併・市制 碧南市 | 碧南市         |
| 碧 海 郡 | 西端村       | 西端村       | 西端村          | 西端村                           | 明治39年5月1日 合併 明治村（一部） | 明治村（一部）             | 明治村（一部）                   | 昭和30年4月1日 碧南市に編入      | 碧南市         |

## 行政

### 市長
- 小池友妃子（2024年4月29日就任、1期目）

### 財政
2005年度（平成17年度）の財政力指数は1.72であった。

## 議会

### 愛知県議会
2021年愛知県議会議員補欠選挙
- 選挙区：碧南市選挙区
- 定数：1人
- 任期：2021年 - 2023年4月29日
- 執行日：2021年8月29日
- 当日有権者数：56,091人
- 投票率：24.06％

| 候補者名 | 当落 | 年齢 | 所属党派   | 新旧別 | 得票数   |
| -------- | ---- | ---- | ---------- | ------ | -------- |
| 杉浦哲也 | 当   | 52   | 自由民主党 | 新     | 10,292票 |
| 磯貝明彦 | 落   | 64   | 日本共産党 | 新     | 2,940票  |

2019年愛知県議会議員選挙
- 定数：1人
- 選挙区：碧南市選挙区
- 任期：2019年4月30日 - 2023年4月29日
- 執行日：2019年4月7日

| 候補者名 | 当落 | 年齢 | 所属党派   | 新旧別 | 得票数 |
| -------- | ---- | ---- | ---------- | ------ | ------ |
| 石井拓   | 当   | 53   | 自由民主党 | 現     | 無投票 |

2015年愛知県議会議員選挙
- 選挙区：碧南市選挙区
- 定数：1人
- 任期：2015年4月30日 - 2019年4月29日
- 執行日：2015年4月12日
- 当日有権者数：54,823人[2]
- 投票率：42.90％

| 候補者名 | 当落 | 年齢 | 所属党派   | 新旧別 | 得票数   |
| -------- | ---- | ---- | ---------- | ------ | -------- |
| 石井拓   | 当   | 50   | 自由民主党 | 新     | 13,312票 |
| 鈴木実則 | 落   | 55   | 民主党     | 新     | 9,787票  |

### 衆議院
- 選挙区：愛知13区 （碧南市、刈谷市、安城市、知立市、高浜市）
- 任期：2024年10月27日 - 2028年10月26日
- 投票日：2024年10月27日
- 当日有権者数：422,024人[3]
- 投票率：59.86％

| 当落 | 候補者名 | 年齢 | 所属党派   | 新旧別 | 得票数    | 重複 |
| ---- | -------- | ---- | ---------- | ------ | --------- | ---- |
| 当   | 大西健介 | 53   | 立憲民主党 | 前     | 137,944票 | ○    |
|      | 石井拓   | 59   | 自由民主党 | 前     | 90,214票  | ○    |
|      | 牛田清博 | 66   | 日本共産党 | 新     | 16,818票  |      |

## 施設

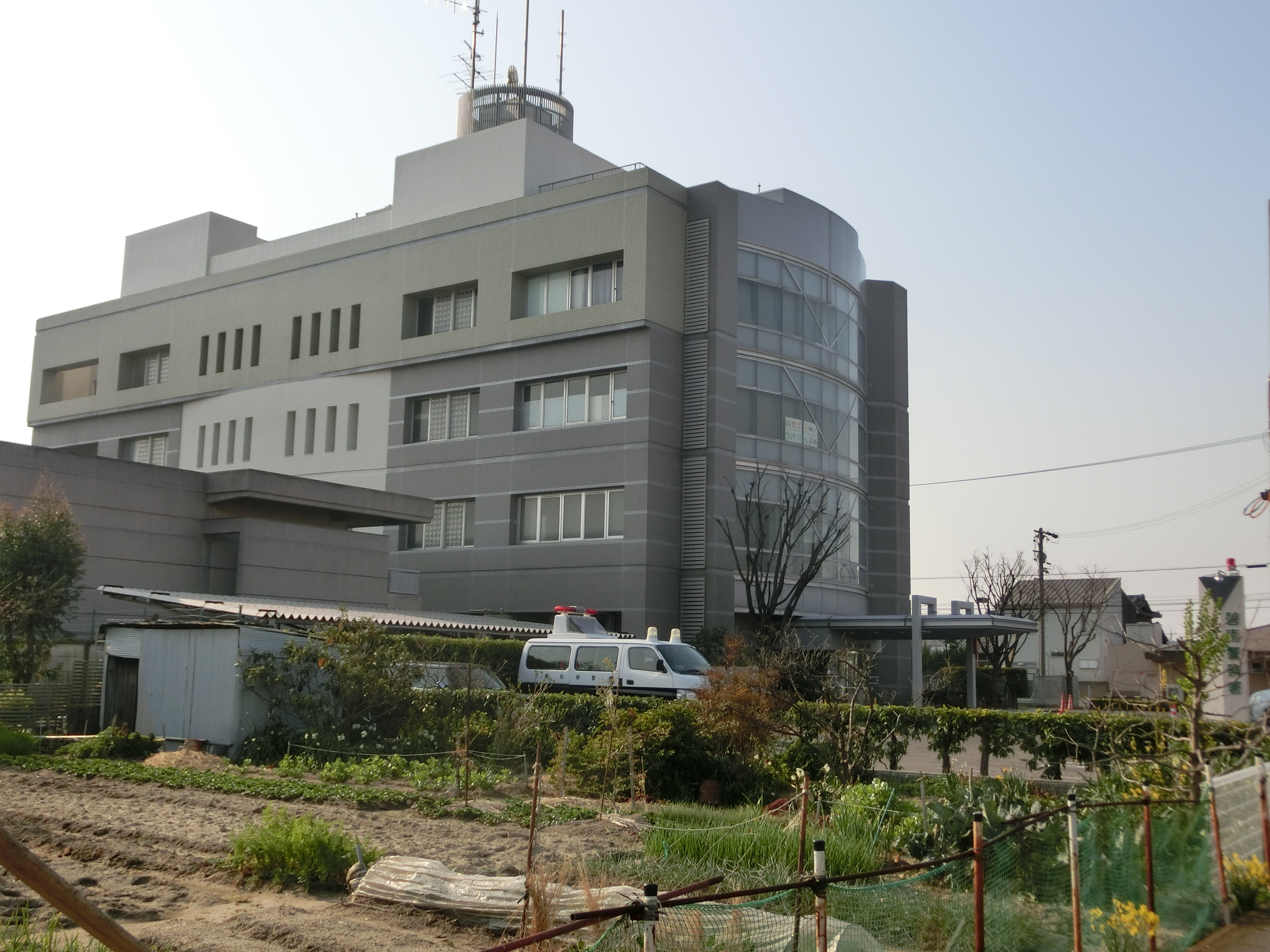
碧南警察署

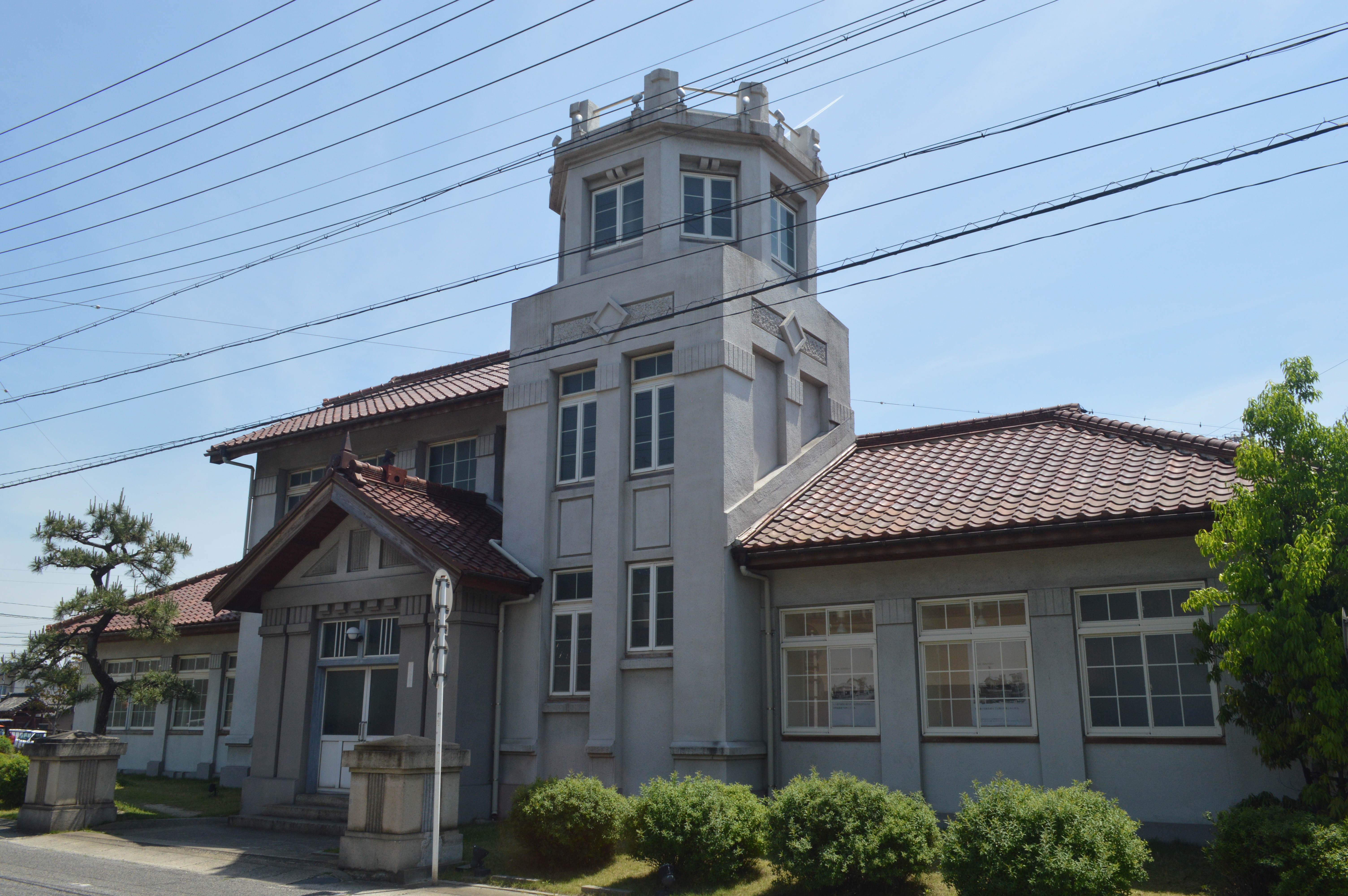
旧大浜警察署

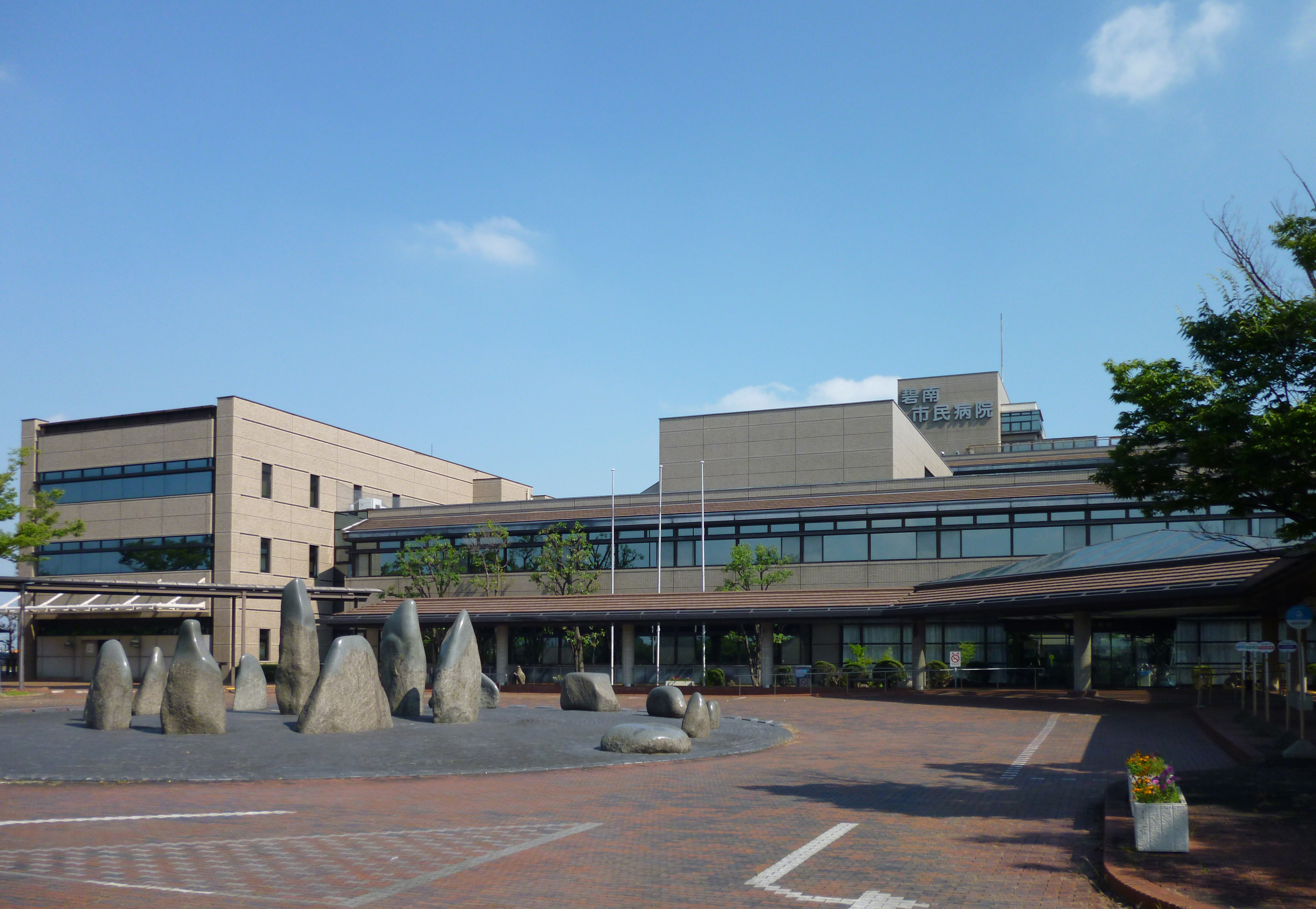
碧南市民病院

### 警察
警察署
- 愛知県碧南警察署（碧南市松本町）

交番
- 新川交番（碧南市新川町）
- 旭交番（碧南市荒子町）
- 大浜交番（碧南市中町）

駐在所
- 西端駐在所（碧南市油渕町）

### 消防
2003年に衣浦東部広域連合が発足し、消防業務を委託している。
消防署
- 碧南消防署（碧南市港本町）

分署
- 北分署（碧南市三度山町）
- 東分署（碧南市照光町）

### 医療
医療機関として碧南市民病院を設けている。
主な病院
- 碧南市民病院

### 処理
家庭ゴミの分別収集では、日本3位の分別（26種類）が行われている都市として知られており、他の自治体からの見学者が多く訪れる。

## 対外関係

### 姉妹都市・提携都市

#### 海外
姉妹都市
- エドモンズ市（アメリカ合衆国ワシントン州）
1988年（昭和63年）4月5日 姉妹都市提携
- プーラ市（クロアチア共和国イストラ郡）
2007年（平成19年）4月5日 姉妹都市提携

フレンドシップ相手国
2005年に開催された愛知万博では「一市町村一国フレンドシップ事業」が行われた。名古屋市を除く愛知県内の市町村が120の万博公式参加国をそれぞれとしてフレンドシップ相手国として迎え入れた。
- クロアチア共和国
  - 2005年にはクロアチアからドラゴンズ・ベビーが贈られ、現在碧南海浜水族館で見ることができる。[5]

#### 国内
提携都市
- 北海道夕張郡由仁町
1988年（昭和63年）4月5日 青年友好都市提携
- 愛知県豊田市
1992年（平成4年）4月5日 旧西加茂郡小原村と文化･スポーツ友好都市提携

## 経済

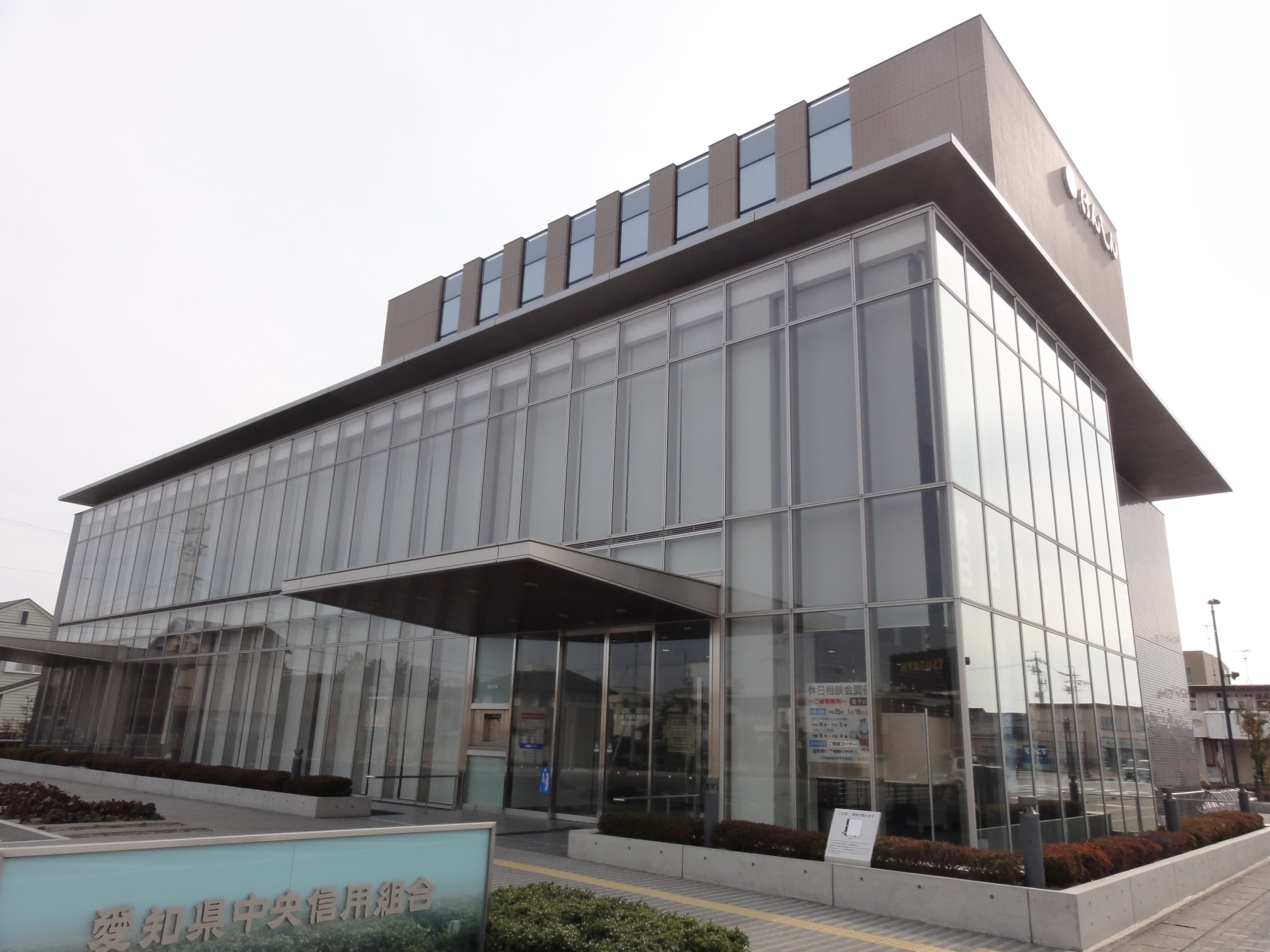
愛知県中央信用組合本店

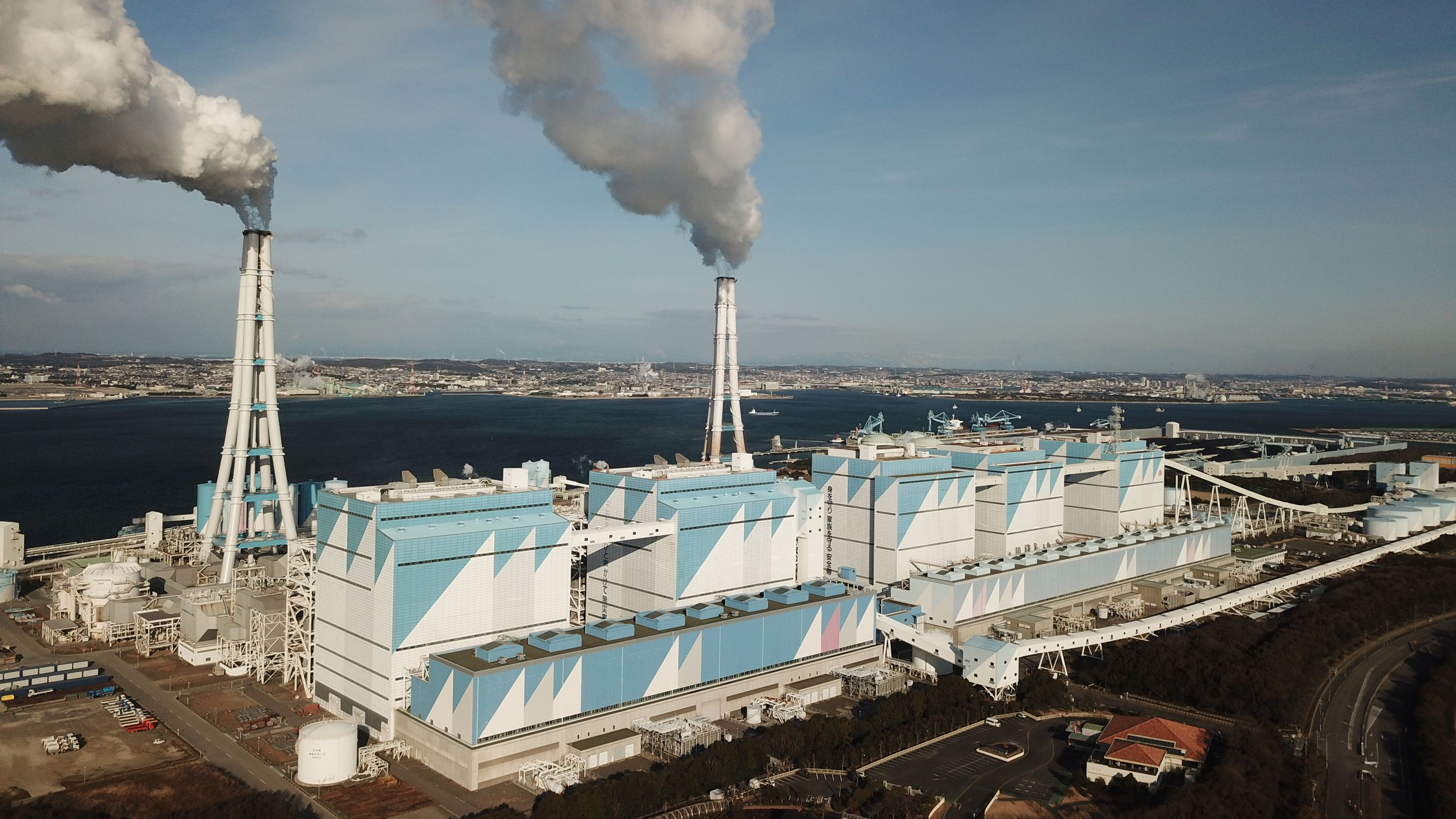
中部電力碧南火力発電所

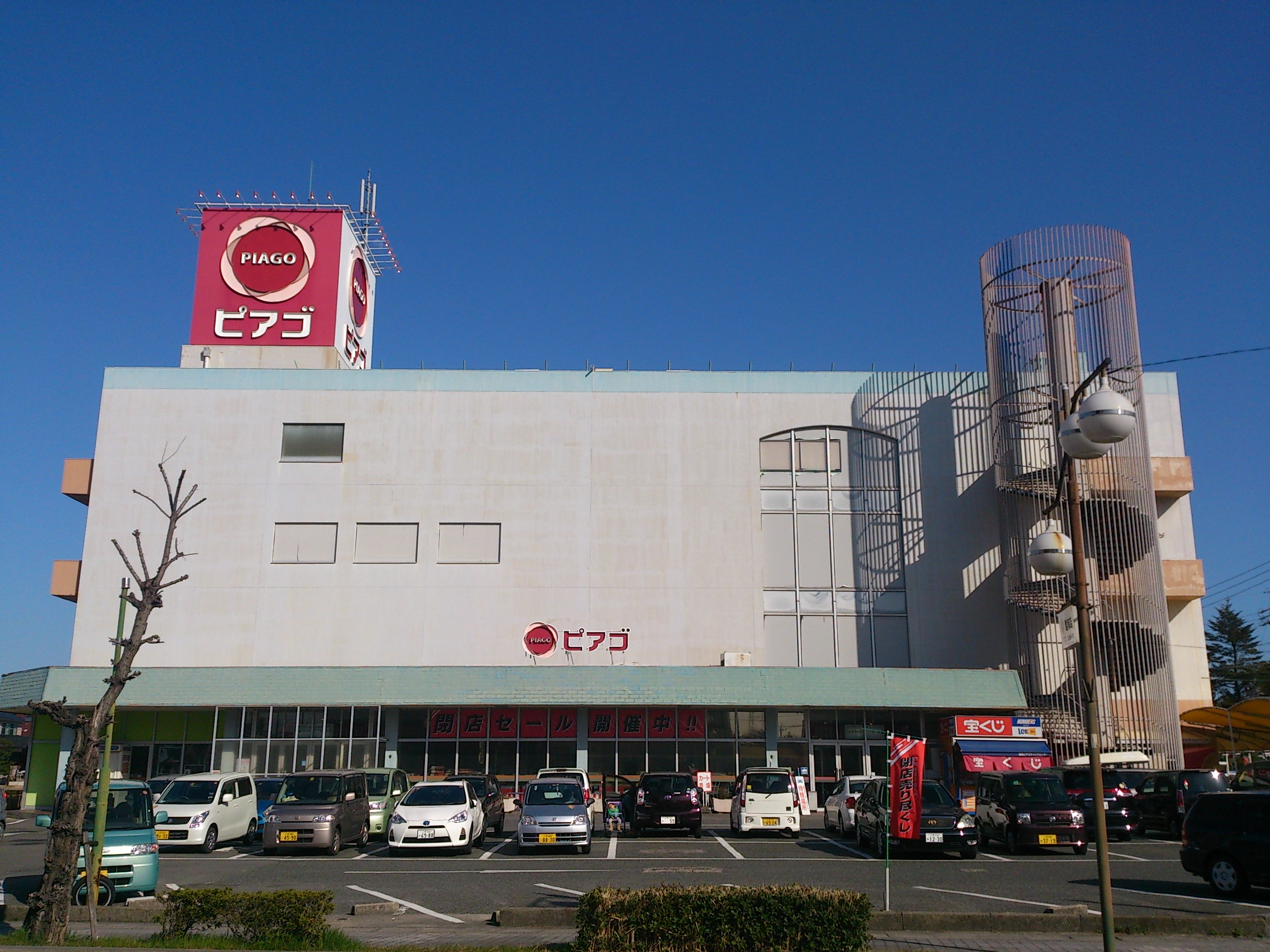
ピアゴ碧南店

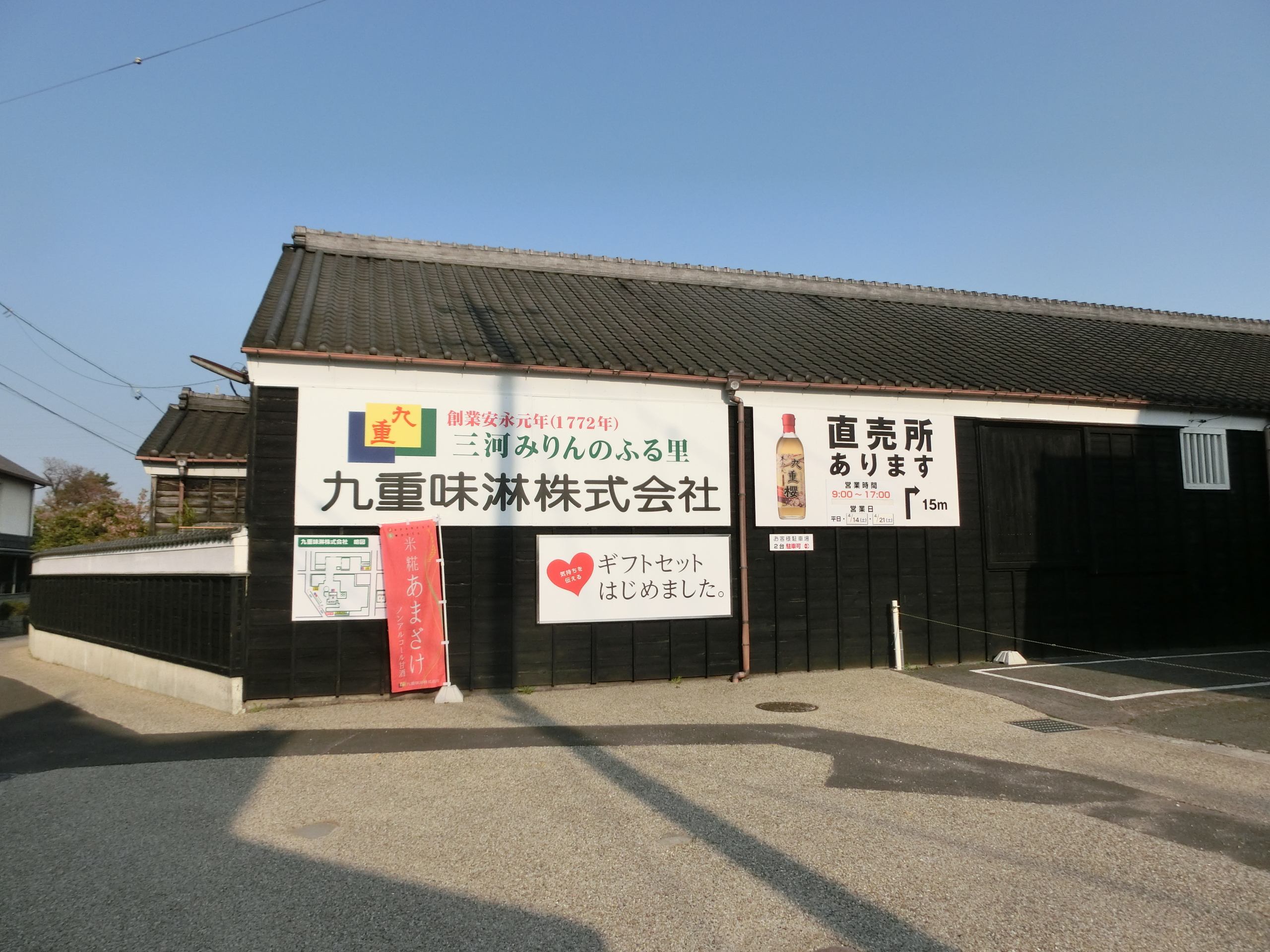
九重味淋

伝統的な産業として、瓦（三州瓦）、鋳物、醸造（みりん、白醤油）などがある。

### 第一次産業
市域の約4分の1が田や畑であり、農業はさかんである。主要作物としてニンジン（国の特産地に指定）、タマネギ、サツマイモ、イチジク、観賞用植物などがある。

### 第二次産業
衣浦臨海工業地域を中心として、工業が発達している。自動車、金属、食品など様々な業種の企業がある。
事業所数（従業員4人以上）は537であり、製造品出荷額は5923億6700万円である。市民所得は、総生産3331億1600万円、家計所得2467億9900万円である（2001年・愛知県調べ）。

### 第三次産業
- 主な商業施設
  - エディオン 碧南店、碧南駅前店
  - ケーズデンキ 碧南店
  - ゲンキー 碧南店（他3店舗あり）
  - コメリ ハード＆グリーン碧南店
  - DCM 碧南店、碧南中央店
  - ドミー 新川店、大浜店
  - アオキスーパー碧南店
  - バロー 碧南店、碧南城山店
  - ピアゴ 碧南東店
  - ドン・キホーテUNY 碧南店（旧ピアゴ 碧南店）

### 市内にある主な企業
- 愛知県中央信用組合 本店
- アイシン辰栄 本社・港南工場・衣浦工場
- 伊藤忠製糖 本社・本社工場
- 九重味淋 本社・本社工場・港本町工場
- 豊田自動織機 碧南工場
- 日鉄ステンレス 衣浦製造所
- JERA 碧南火力発電所
- 昭和シェル石油 碧南LPG基地
- トヨタ自動車 衣浦工場
- アイシン 新川・衣浦工場
- 七福醸造 本社
- 小笠原製粉 本社・本社工場
- 日本コーンスターチ 衣浦事業所
- セメダイン 衣浦工場

## 教育

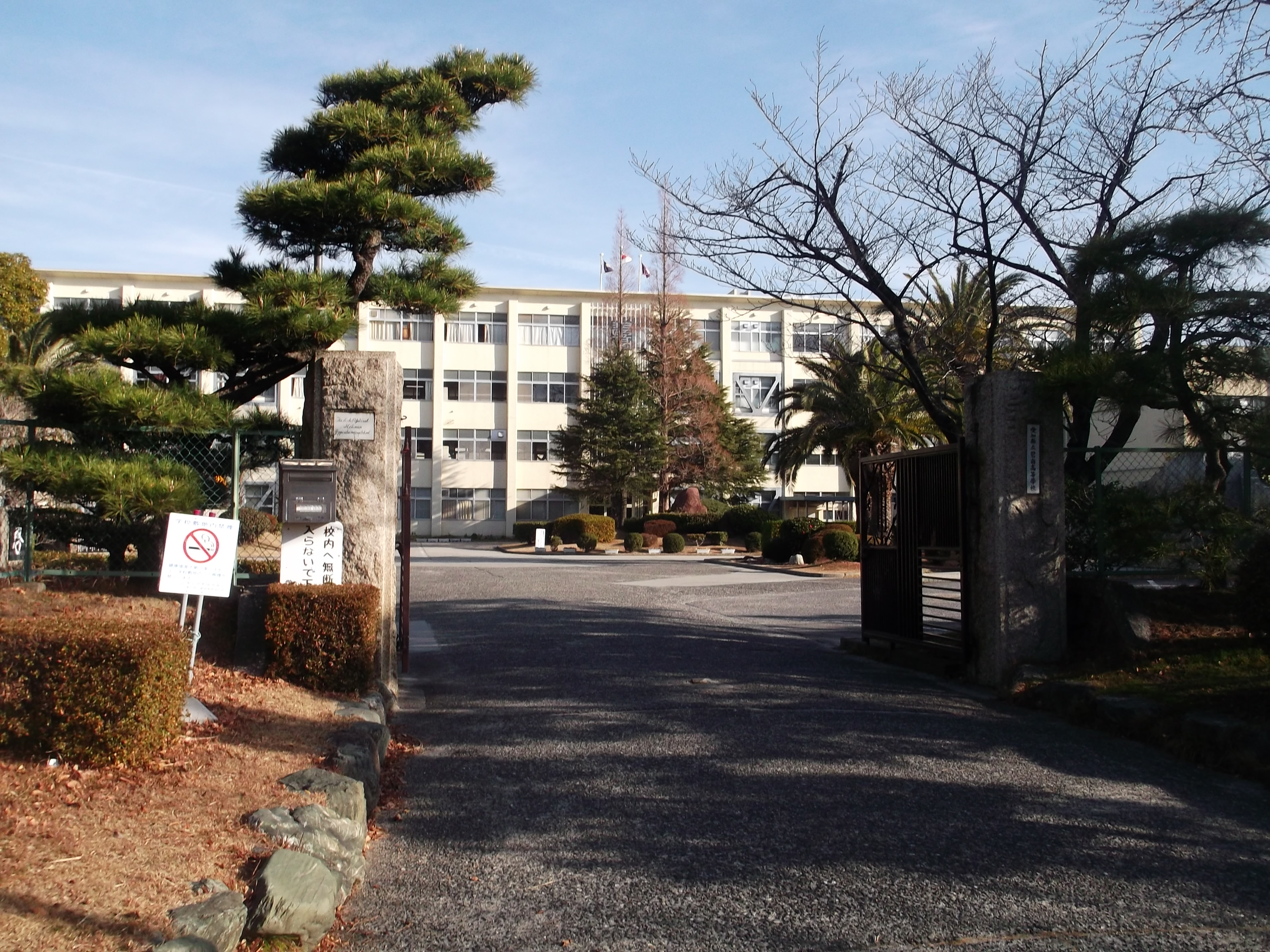
愛知県立碧南高等学校

### 高等学校
県立
- 愛知県立碧南高等学校
- 愛知県立碧南工科高等学校

### 中学校
市立
- 碧南市立新川中学校
- 碧南市立中央中学校
- 碧南市立西端中学校
- 碧南市立東中学校
- 碧南市立南中学校

### 小学校
市立
- 碧南市立大浜小学校
- 碧南市立新川小学校
- 碧南市立棚尾小学校
- 碧南市立中央小学校
- 碧南市立西端小学校
- 碧南市立日進小学校
- 碧南市立鷲塚小学校

### インターナショナルスクール
- エスコーラ・アレグリア・デ・サベール 碧南校

### 職業能力開発校
- 愛知建連技能専門校

## 生活基盤
- 市外局番は市内全域で0566（刈谷MA）が使用される。
  - 市内局番は、主に40番台を使用する。
- 車検証の住所（使用者）が本市の自動車には、三河ナンバーが交付される。

## 交通

### 鉄道

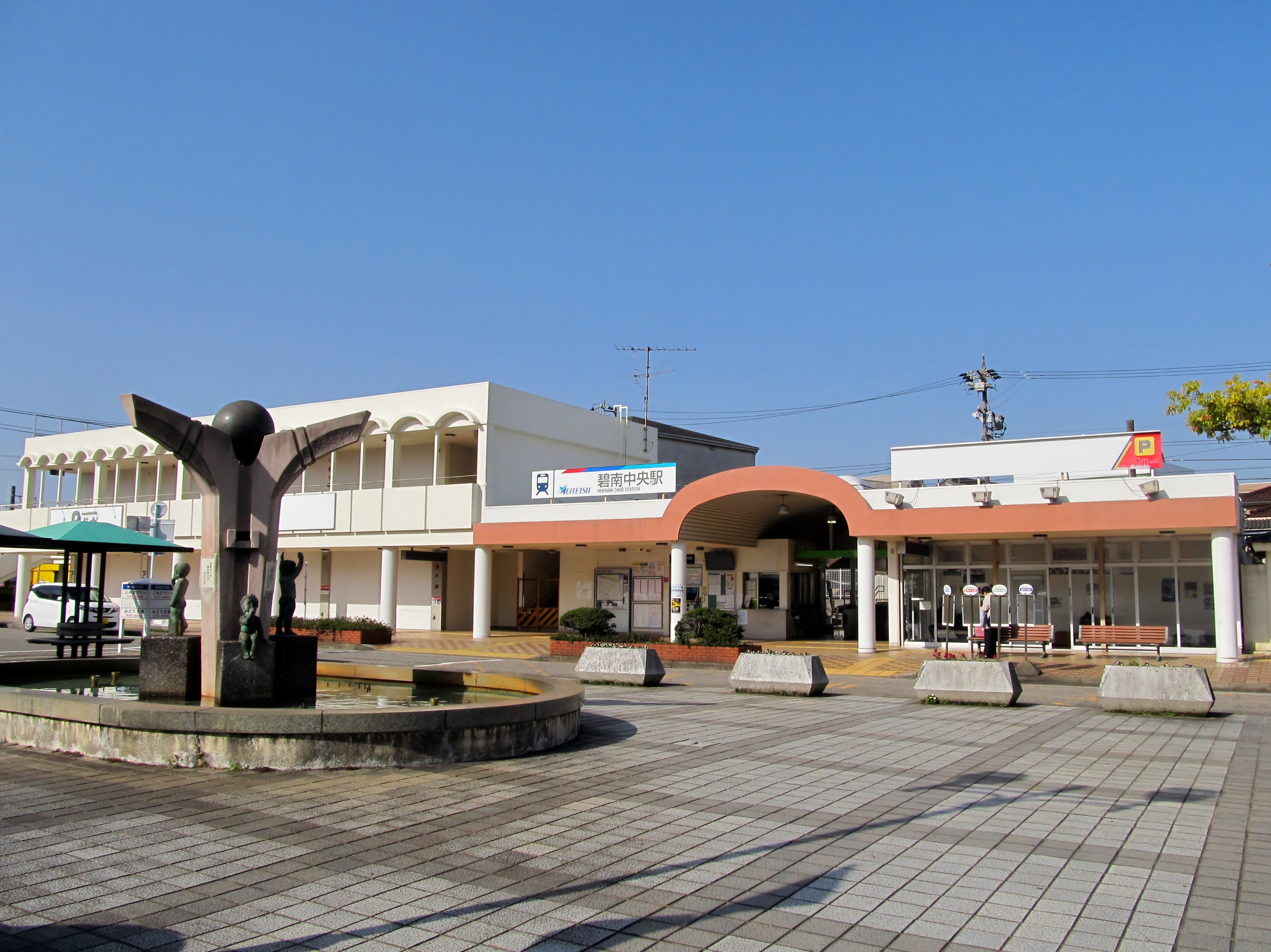
碧南中央駅

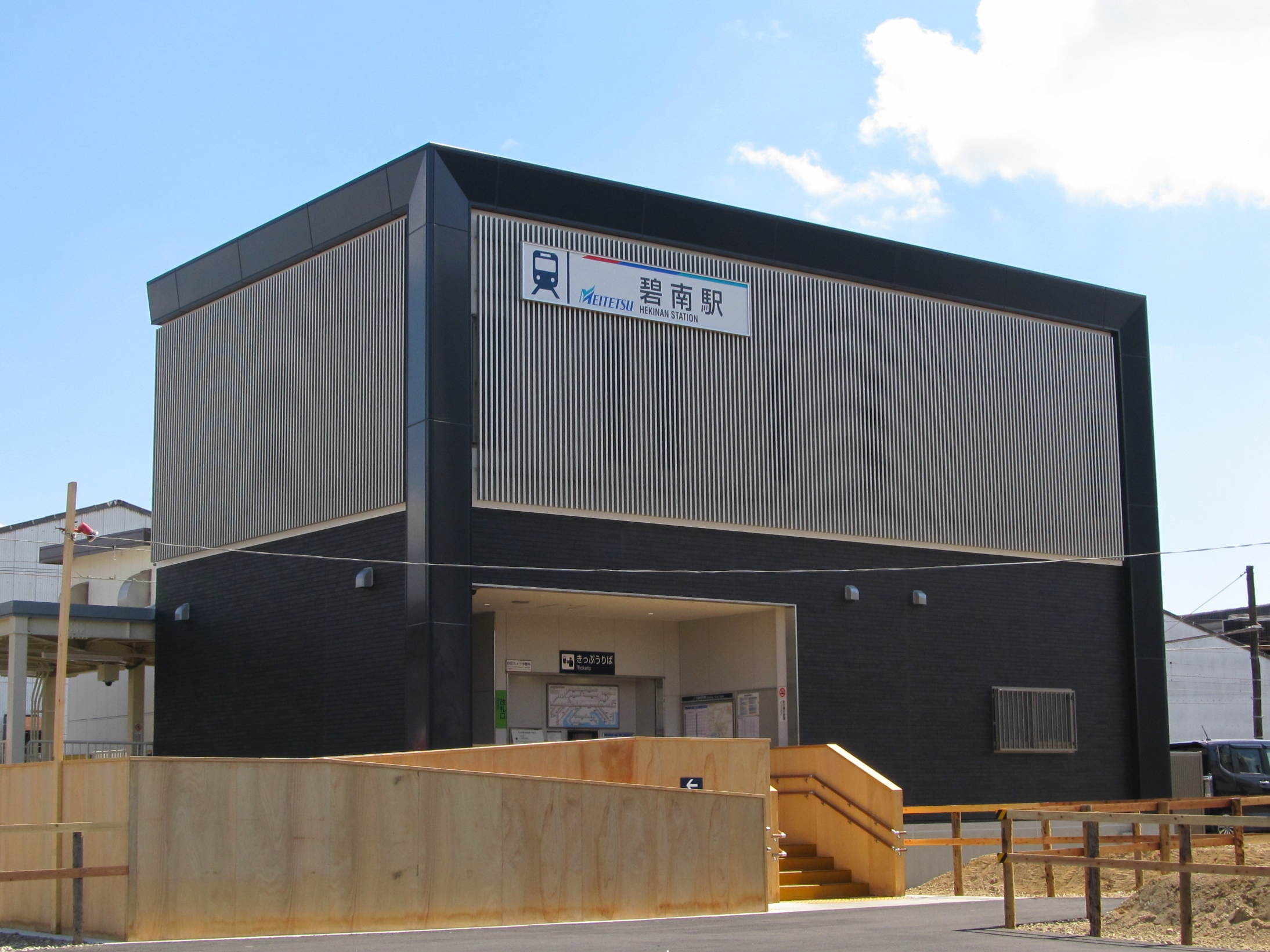
碧南駅

名鉄三河線が刈谷市・知立市方面と碧南駅を結んでいる。かつては碧南駅から吉良吉田駅に向けて路線があり、市内に3駅が設置されていたが、2004年に廃止された。また、JTB時刻表による代表駅は碧南駅である。
名古屋鉄道（名鉄）
■三河線：刈谷駅、知立駅方面 - 高浜港駅（高浜市） - 北新川駅 - 新川町駅 - 碧南中央駅 - 碧南駅 - 玉津浦駅（廃止） - 棚尾駅（廃止） - 三河旭駅（廃止） - 中畑駅（西尾市） - 吉良吉田駅方面　
衣浦臨海鉄道（貨物輸送専用）
■碧南線：（高浜市） - 碧南市駅
- 中心となる駅：碧南駅

### バス
路線バス

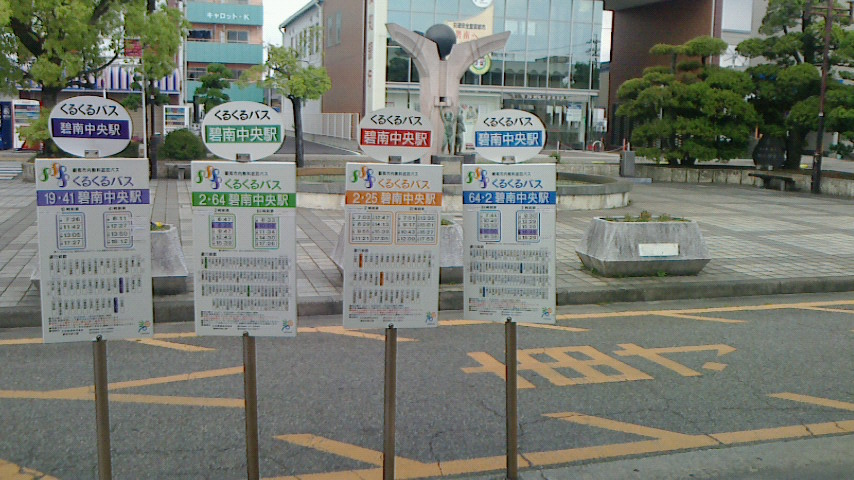
碧南市くるくるバス

市が市内を巡回する「くるくるバス」を運行しているほか、西尾市と共同で2004年に廃止された名鉄三河線の碧南〜吉良吉田間にかわって「ふれんどバス」を碧南駅〜吉良高校間で運行している。碧南市民病院には安城市のあんくるバスが乗り入れており、安城更生病院と結ばれている。
また、中部国際空港と西尾駅を結ぶバス（知多乗合が運行）が碧南中央駅前に停車していたが、2009年3月31日で廃止された。

### 道路
一般国道
国道247号（衣浦豊田道路）
県道
- 愛知県道43号岡崎碧南線
- 愛知県道45号安城碧南線
- 愛知県道46号西尾知多線
- 愛知県道50号名古屋碧南線
- 愛知県道265号碧南半田常滑線
- 愛知県道291号米津碧南線
- 愛知県道295号道場山安城線
- 愛知県道301号西尾新川港線
- 愛知県道302号新川町停車場線
- 愛知県道303号平坂福清水線
- 愛知県道304号碧南高浜環状線
- 愛知県道306号大浜港線
- 愛知県道383号蒲郡碧南線
- 愛知県道475号北新川停車場線

その他
- 碧南駅前通り
- 旧愛知県道307号玉津浦停車場線

### 港湾
- 衣浦港
  - 大浜漁港
  - 新川港

## 名所・旧跡・観光スポット・祭事・催事

### 名所・旧跡
主な寺院
- 阿弥陀寺
- 海徳寺
- 光専寺
- 西方寺
- 貞照院
- 定生寺
- 称名寺 - 竹千代（徳川家康の幼名）命名の寺。
- 深称寺
- 藤秀寺
- 東正寺
- 伏見屋観音寺
- 妙進寺
- 妙福寺 - 志貴毘沙門天
- 林泉寺

主な神社
- 厳島神社
- 大濱熊野大神社
- 熊野神社
- 猿田彦神社
- 新川神社
- 中山神明社
- 八柱神社
- 平和神社
- 棚尾神社

### 観光スポット
- 油ヶ淵遊園地（花しょうぶ園）
- 碧南火力発電所
  - へきなんたんトピア
- 碧南市臨海公園
  - 碧南海浜水族館・碧南市青少年海の科学館
  - 碧南市臨海体育館
  - 碧南市臨海公園グランド
- あおいパーク
- 碧南市哲学たいけん村無我苑
- 明石公園
- 碧南市藤井達吉現代美術館
- 勤労青少年水上スポーツセンター（日本モーターボート選手会常設訓練所）
- 九重みりん時代館
- 清沢満之記念館
- 新須磨海水浴場・玉津浦海水浴場 - 衣浦湾の埋め立てにより現存せず

- 称名寺
- 妙福寺（志貴毘沙門天）
- あおいパーク
- 碧南海浜水族館
- 碧南市藤井達吉現代美術館
- 油ヶ淵遊園地
- 碧南市明石公園
- 餅投げ
- 広藤園

## 文化

### 祭事・催事
二地区で山車を曳く祭礼がある。共に半田市亀崎の旧車とされ、共に知多型の山車である。
- 大浜中区祭礼（10月第2土日）

稲荷社に山車二輛を曳き入れ、三番叟・神楽・絡繰り人形を奉納。一輛は亀崎田中組神楽車の旧車とされる。
- 鶴ヶ崎区祭礼（10月第2土日）

山神社・浅間社に山車一輛を曳き入れ、三番叟・神楽を奉納。亀崎東組宮本車の旧車とされる。
- 大浜中区祭礼の山車曳き
- 大浜中区祭礼のからくり人形
- 大浜中区祭礼の練り歩き

### 劇場
- 新盛座 - 1887年から1961年まで碧海郡新川町にあった映画館。
- 浜劇 - 1958年から1962年まで碧海郡新川町にあった映画館。
- 寿々喜座 - 1879年から1963年まで碧海郡大浜町にあった映画館。
- 三栄座 - 1897年から1978年まで碧海郡棚尾町にあった映画館。
- 新川キネマ - 1929年から1978年まで碧海郡新川町にあった映画館。

## 出身著名人
歴史上の人物
- 永井直勝 （戦国武将、江戸幕府大名）

政界・財界
- 大村秀章（愛知県知事、衆議院議員）
- 石井拓（衆議院議員）
- 中野四郎（衆議院議員、碧南市長）
- 永島卓（碧南市長、詩人）
- 長坂貞一（豊田市長、挙母市長）
- 榊原巌（経済学者・実業家）
- 鈴木清一（実業家。ダスキン創業者）
- 鈴木武（実業家。トヨタファイナンシャルサービス社長）

その他
- 大友みなみ（モデル、ユニチカ水着キャンペーンガール）
- 北川透（詩人・文芸評論家）
- 北原喜久男（プロ野球選手）
- 清沢哲夫（宗教家・哲学者）
- クノシンジ（シンガーソングライター）
- 杉浦舞（フリーアナウンサー）
- 杉浦淳吉（心理学者、慶應義塾大学教授）
- 鈴木健想（プロレスラー）
- 高橋徹郎（ローカルタレント・脚本家・福岡県糸島市元市議）
- 永島聖羅（タレント、へきなん広報大使第1号、元乃木坂46　元市長・永島卓の孫）[8]
- 服部長七（土木技術者）
- 藤井達吉（工芸家） - 旧碧海郡棚尾村生まれ。
- 村瀬範行（漫画家）
- 苅谷達也（ポップバンド竹内電気のドラムス担当）
- 鳥居真道（ミュージシャン・ギタリスト・ロックバンドトリプルファイヤー所属）
- 但馬ミツロ（プロボクサー）
- 釜愚痴ホモ恵　(ドラッグクィーン・タレント)

### ゆかりのある人物
- 清沢満之（僧侶、哲学者）
- 川合俊一（元バレーボール日本男子代表、元プロビーチバレー選手、タレント） - 2015年7月よりトヨタ自動車ビーチバレーボール部のゼネラルマネージャーに就任し、生活拠点も碧南市に移している。